# Golden Myanmar Airlines
Golden Myanmar Airlines (en birmano: ရွှေမြန်မာ လေကြောင်းလိုင်း) era una aerolínea birmana que operaba vuelos nacionales e internacionales. Fue fundada en agosto de 2012 y cesó sus operaciones el 27 de marzo de 2022.

## Antiguos destinos
| Países    | Destinos  | Aeropuertos                              |
| --------- | --------- | ---------------------------------------- |
| Birmania  | Bagan     | Aeropuerto Nyaung U                      |
| Birmania  | Dawei     | Aeropuerto de Dawei                      |
| Birmania  | Heho      | Aeropuerto de Heho                       |
| Birmania  | Kawthaung | Aeropuerto de Kawthaung                  |
| Birmania  | Lashio    | Aeropuerto de Lashio                     |
| Birmania  | Mandalay  | Aeropuerto Internacional de Mandalay HUB |
| Birmania  | Myitkyina | Aeropuerto de Myitkyina                  |
| Birmania  | Putao     | Aeropuerto de Putao                      |
| Birmania  | Rangún    | Aeropuerto Internacional de Rangún HUB   |
| Birmania  | Sittwe    | Aeropuerto de Sittwe                     |
| Birmania  | Tachilek  | Aeropuerto de Tachilek                   |
| Birmania  | Thandwe   | Aeropuerto de Thandwe                    |
| Singapur  | Singapur  | Aeropuerto Internacional de Singapur     |
| Tailandia | Bangkok   | Aeropuerto Internacional Suvarnabhumi    |

## Flota histórica
La flota de Golden Myanmar Airways estaba compuesta por las siguientes aeronaves:
| Aeronaves       | Total | Introducido | Retirado | Matrículas              |
| --------------- | ----- | ----------- | -------- | ----------------------- |
| Airbus A320-200 | 2     | 2012        | 2016     | XY-AGS y XY-AGT         |
| ATR 72          | 3     | 2014        | 2022     | XY-AJM, XY-AJS y XY-AMR |